# Cléré-du-Bois
Cléré-du-Bois è un comune francese di 288 abitanti situato nel dipartimento dell'Indre nella regione del Centro-Valle della Loira.

## Società

### Evoluzione demografica
Abitanti censiti